# Jerzy Miller
Jerzy Miller (Cracovia, 7 de junio de 1952) es un político conservador polaco. Se desempeñó como Ministro del Interior en el gobierno de Donald Tusk del 14 de octubre de 2009 al 18 de noviembre de 2011. Sucedió en el cargo a Grzegorz Schetyna. 